# Autobianchi Filarete
Il Filarete è un modello di autocarro prodotto tra il 1952 e il 1958.
La prima serie fu prodotta dalla Bianchi, divenuta nel 1955 Autobianchi, anno in cui venne lanciata la seconda serie del mezzo, caratterizzata dalla presenza sul frontale del logo della nuova società, nata da un accordo industriale tra Bianchi, Fiat e Pirelli.

## Storia
Dotato della stessa meccanica dell'OM Tigrotto, conoscerà due serie molto diverse nella loro cabina. Il primo sarà relativamente semplice con linee molto arrotondate, il secondo più quadrato.
Come pubblicizzato all'epoca, questo camion era un veicolo di medie dimensioni, potente ed economico. Aveva il vantaggio particolare di avere un corpo molto pulito, un telaio robusto e una meccanica molto affidabile con consumi ridotti. Ha goduto di un buon successo commerciale in Italia grazie alla sua grande versatilità.
Il Filarete è stato il camion più potente della gamma Autobianchi e venne prodotto in due versioni:
standard: con un carico utile di 5,0 tonnellate e una massa a pieno carico di 9,1 tonnellate;
lungo: con un carico utile di 6,0 tonnellate e una massa a pieno carico di 10,5 tonnellate.
Entrambe le versioni del Filarete sono state in grado di trainare un rimorchio a 2 assi di 12,0 tonnellate per ottenere una massa totale rimorchiabile fino a 22,5 tonnellate.
Il telaio riprendeva quello del modello Autobianchi Sforzesco, molto robusto, mentre il motore era lo stesso che equipaggiava l'OM Super Taurus. 
La produzione del Filarete terminerà nel 1958 sostituito dall'Autobianchi Scaligero.